# Kansas City Open
Il Kansas City Open conosciuto anche come Glenwood Manor National Invitational è stato un torneo di tennis. Ha fatto parte dell'USLTA Indoor Circuit nel 1972. Veniva giocato a Kansas City negli Stati Uniti su campi in sintetico indoor. 
È stato il primo torneo ad introdurre il tiebreak nel 1970. Nel 1973 era prevista un'ulteriore edizione ma è stata cancellata.

## Albo d'oro

### Singolare
| Anno | Vincitore      | Finalista       | Punteggio     |
| ---- | -------------- | --------------- | ------------- |
| 1969 | Clark Graebner | Tom Edlefsen    | 6–4, 3–6, 6–3 |
| 1970 | Arthur Ashe    | Clark Graebner  | 7–6, 6–1      |
| 1971 | Cliff Richey   | Alex Olmedo     | 7–5, 5–7, 6–2 |
| 1972 | Tom Edlefsen   | Erik Van Dillen | 6–3, 6–3      |

### Doppio
| Anno | Vincitori                    | Finalisti                    | Punteggio     |
| ---- | ---------------------------- | ---------------------------- | ------------- |
| 1970 | Arthur Ashe Bob Lutz         | Clark Graebner Terry Addison | 6–4, 6–4      |
| 1971 | Cliff Richey Erik Van Dillen | Frank Froehling Tom Edlefsen | 6–4, 7–6      |
| 1972 | Ilie Năstase Ion Țiriac      | Andrés Gimeno Manuel Orantes | 6–7, 6–4, 7–6 |